# 버려진 자들의 땅
《버려진 자들의 땅》(영어: The Bad Batch)은 2016년 제작된 미국의 디스토피아 공포 스릴러 영화이다. 애나 릴리 애머푸어가 연출과 각본을 맡았다. 수키 워터하우스, 제이슨 모모아, 키아누 리브스, 지어바니 리비시 등이 출연하였다.
제73회 베네치아 국제 영화제에서 황금사자상 경쟁작이었으며, 특별 심사위원상을 받았다.

## 줄거리
미국 정부가 바람직하지 않은 존재들을 묶어 부르는 이름인 배드 배치("bad batch")로 분류된 자들은 시민권을 박탈 당하고 문명 사회로부터 분리되어 담장으로 둘러싸인 텍사스 바깥 사막 치외 법권에 놓이게 된다.
이곳으로 추방된 알런은 곧 두 여성에게 골프 카트로 납치당한 뒤 오른팔과 오른다리를 잘리고, 인간 사지를 식인하는 사람들을 목격한다. 속임수를 써서 풀려난 알런은 스케이트보드를 타고 도망치다가 정신을 잃는다. 벙어리 은자가 알런을 발견하고 공동체 "컴퍼트"로 끌고 간다.
5개월 뒤 의족을 차고 권총으로 무장한 알런은 자신을 납치했던 것과 동일한 골프 카트를 끌고 다니는 모녀를 발견한다. 엄마 마리아의 머리를 쏜 알런은 딸 허니를 컴퍼트로 데려간다. 곧 리더 더 드림이 주최한 파티에서 알런이 환각제를 먹고 사막을 헤매는 사이 더 드림은 허니를 자신의 저택으로 인도한다.
식인주의자 지도자이며 딸 허니를 찾던 마이애미 맨은 은자에게서 알런의 초상화를 받고, 알런과 마주치자 허니를 찾아내라고 요구한다. 함께 컴퍼트로 향하며 알런과 마이애미 맨은 가까워진다. 알런은 마이애미 맨이 쿠바 출신 불법 체류자여서 배드 배치행에 처해졌다는 걸 알게 된다.
컴퍼트 사람이 나타나 마이애미 맨을 쏘고, 알런은 컴퍼트로 돌아가게 된다. 더 드림은 첩들이 만드는 환각제에서 얻는 수익으로 컴퍼트 경제가 유지되며, 이 덕분에 인분을 처리하는 배관 시설을 무상 제공할 수 있다고 설명한다. 알런은 하렘에 들어가는 척 임신한 첩 한 명을 인질로 삼고 허니와 골프 카트를 타고 나와 은자에게 치료를 받은 마이애미 맨과 재회한다.
허니의 풍족했던 저택 생활이 끝났다는 신호로 세 사람은 허니의 애완 토끼를 구워먹고 허니는 눈물을 흘린다. 마이애미 맨을 따라 사막으로 가기로 한 알런은 마이애미 맨과 눈을 마주치며 웃는다.

## 출연
- 수키 워터하우스 - 알런 역
- 제이슨 모모아 - 마이애미 맨 역
- 제이다 핑크 - 허니 역
- 키아누 리브스 - 더 드림 역
- 짐 캐리 - 은자 역
- 욜란다 로스 - 마리아 역
- 지어바니 리비시 - 소리지르는 남자 역
- 디에고 루나 - 지미 역 (크레디트 미기재)
- 에밀리 오브라이언
- E.R. 루이스
- 제인 트리카

## 기타 제작진
- 총괄 제작: 에디 모레티